# ケイス・クワクマン
ケイス・クワクマン（Kees Kwakman, 1983年6月10日 - ）は、オランダ・プルメレント出身の元サッカー選手。現役時代のポジションはミッドフィールダー。

## 経歴
プルメレント出身のクワクマンは、FCフォレンダム、RBCローゼンダール、NACブレダ、FCアウクスブルク、FCフローニンゲンでそれぞれプレーしていた。2014年7月、南アフリカのビッドベスト・ウィッツへ1年契約で移籍。